# Strade Bianche 2013
La Strade Bianche 2013 fou la setena edició de la Strade Bianche. La cursa es disputà el 2 de març de 2013 sobre un recorregut de 188 quilòmetres, seguint carreteres, però també les anomenades strade bianche, pistes forestals. El vencedor fou l'italià Moreno Moser.

## Equips participants
Disset són els equips que hi prenen part, amb vuit corredors cadascun. D'aquests, dotze eren equips amb llicència "UCI Pro Tour" i cinc més "equips professionals continentals".
| Núm.  | Codi | Equip                     |
| ----- | ---- | ------------------------- |
| 1-8   | RLT  | RadioShack-Leopard        |
| 11-18 | ALM  | AG2R La Mondiale          |
| 21-28 | AND  | Androni Giocattoli        |
| 31-38 | AST  | Astana Qazaqstan Team     |
| 41-48 | BAR  | Bardiani Valvole-CSF Inox |
| 51-58 | BLA  | Blanco Team               |
| 61-68 | BMC  | BMC Racing Team           |
| 71-78 | CAN  | Cannondale                |
| 81-88 | CRE  | Crelan-Euphony            |
| 91-98 | GRS  | Garmin-Sharp              |

| Núm.    | Codi | Equip                     |
| ------- | ---- | ------------------------- |
| 101-108 | IAM  | IAM                       |
| 111-117 | KAT  | Team Katusha              |
| 121-127 | LAM  | Lampre-Merida             |
| 131-138 | MOV  | Movistar Team             |
| 141-148 | ARG  | Argos-Shimano             |
| 151-158 | VCD  | Vacansoleil-DCM           |
| 161-168 | VIN  | Vini Fantini-Selle Italia |

## Classificació final
| Pos. | Ciclista                  | Equip              | Temps      |
| ---- | ------------------------- | ------------------ | ---------- |
| 1    | Moreno Moser (ITA)        | Cannondale         | 5h 01' 53" |
| 2    | Peter Sagan (SVK)         | Cannondale         | + 06"      |
| 3    | Rinaldo Nocentini (ITA)   | AG2R La Mondiale   | + 07"      |
| 4    | Fabian Cancellara (SUI)   | RadioShack-Leopard | + 07"      |
| 5    | Aleksejs Saramotins (LAT) | IAM                | + 07"      |
| 6    | Greg Van Avermaet (BEL)   | BMC Racing Team    | + 07"      |
| 7    | Aleksandr Kólobnev (RUS)  | Team Katusha       | + 07"      |
| 8    | Francesco Reda (ITA)      | Acqua & Sapone     | + 07"      |
| 9    | Giampaolo Caruso (ITA)    | Team Katusha       | + 10"      |
| 10   | Maksim Belkov (RUS)       | Team Katusha       | + 13"      |